# Калдирец
Калдирец (мкд. Калдирец) је насеље у Северној Македонији, у северном делу државе. Калдирец припада општини Студеничани, која окупља јужна предграђа Града Скопља.

## Географија
Калдирец је смештен у северном делу Северне Македоније. Од најближег већег града, Скопља, насеље је удаљено 40 km југоисточно.
Насеље Калдирец је у оквиру историјске области Торбешија, која се обухвата јужни обод Скопског поља. Насеље је смештено на западним висовима планине Китка. Надморска висина насеља је приближно 770 метара.
Месна клима је планинска због знатне надморске висине.

## Становништво
Калдирец је према последњем попису из 2002. године био без становника.